# Kepler-413
Kepler-413 – układ binarny gwiazd położony w gwiazdozbiorze Łabędzia w odległości około 2300 lat świetlnych. Na układ składają się dwie gwiazdy ciągu głównego (Kepler-413 A i Kepler-413 B), które krążą wokół wspólnego środka masy w ciągu 10,11 dni.

## Charakterystyka
Układ podwójny Kepler-413 składa się z dwóch gwiazd ciągu głównego, sklasyfikowane jako pomarańczowy i czerwony karzeł. Gwiazdy te mają 0,82 i 0,54 masy Słońca i 0,77 i 0,48 promienia Słońca i okrążają się wzajemnie wokół wspólnego środka masy w okresie 10,11 dni. System ten jest zmienną zaćmieniową typu Algol.

## Układ planetarny
Układ planetarny gwiazdy podwójnej Kepler-413 składa się z jednej znanej nam planety Kepler-413 (AB) b. Jest to planeta okołopodwójna, gdyż krąży ona wokół obu składników gwiazdy podwójnej. Jej okres orbitalny wynosi 66,3 dni, a jej masa jest 67-krotnie większa od masy Ziemi.
| Planeta | Masa [ M🜨 ] | Promień [ R🜨 ] | Okres [ d ] | Półoś wielka [ au ] | Mimośród | Inklinacja [ ° ] | Rok odkrycia |
| b       | 67 +22−21   | 4,347 ± 0,099  | 66,262      | 0,3553              | 0,1181   | 89,929           | 2013         |

### Ekosfera
Układ planetarny Kepler-413 składa się z dwóch gwiazd posiadających jedynie 82% i 54% masy Słońca. Jaśniejsza gwiazda posiada typ widmowy K, a jej ciemniejszy towarzysz posiada typ widmowy M. Przeprowadzono liczne symulacje numeryczne formowania się planet okołopodwójnych m.in. wokół systemu Kepler-413 w celu sprawdzenia, czy system ten może zawierać planety skaliste w swojej ekosferze. Właściwości fizyczne gwiazd tego układu skutkują tym, że system posiada bardzo wąską ekosferę, a planeta Kepler-413b znajduje się na jej wewnętrznej krawędzi, przez co duża ilość materii z wewnętrznej części dysku protoplanetarnego zostaje wyrzucona już w pierwszych chwilach przeprowadzanych symulacji. Planety skaliste mogą się więc formować w dalszych częściach układu, przez co w większości symulacji planety te powstawały zwykle poza ekosferą. W niektórych przypadkach jednak system był w stanie pomieścić planetę podobną do Ziemi wewnątrz ekosfery, ale jednak blisko jej zewnętrznej krawędzi. Te przypadki występują jednak kiedy system posiada mniej masywny tzw. embrion planetarny i mniej masywny dysk protoplanetarny w swojej wewnętrznej części.